# Ossanhe

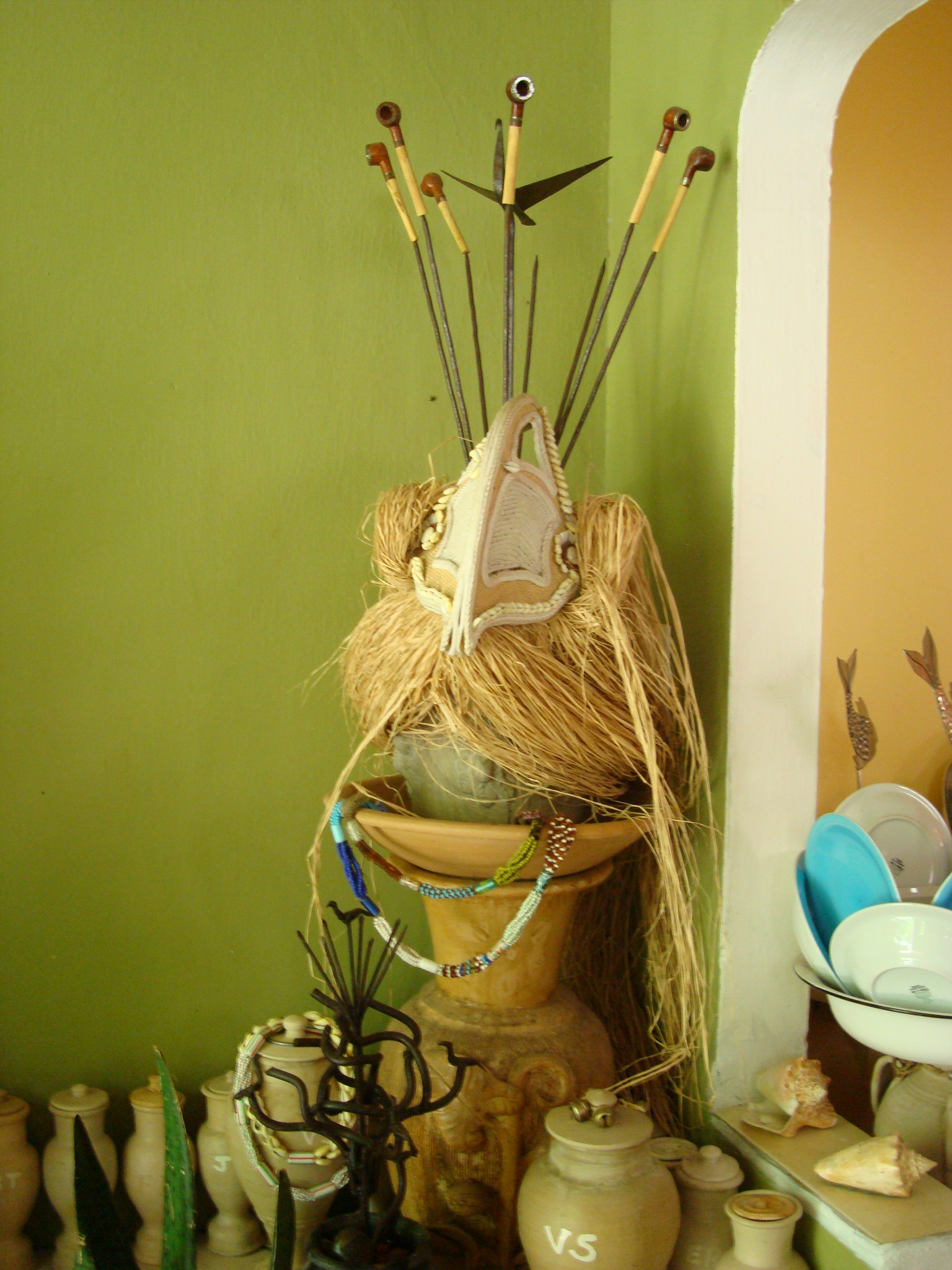
Ibá de Oçânhim

Oçânhim, Oçãe, Oçãim, Oçanha, Oçanhe, Oçânim, Oçonhe, Ossanha, Ossaim ou Ossanhe (em iorubá: Ọ̀sányin) é o orixá das folhas sagradas, ervas medicinais e litúrgicas, identificado no jogo do merindilogum pelo odus Icá e ejilobom e representado material e imaterialmente pela cultura Jeje-Nagô, através do assentamento sagrado denominado ibá de Oçânhim. Sua importância é primordial. Nenhuma cerimônia pode ser realizada sem sua interferência. O seu sacerdote é o Baba ewe ou Babalossaim.

## Descrição
É o detentor do axé (força, poder, vitalidade), de que nem mesmo os Orixás podem privar-se. Esse axé encontra-se em folhas e ervas específicas. O nome dessas folhas e o seu emprego é a parte mais secreta do ritual do culto dos orixás, voduns e inquices.
O símbolo de Oçânhim é uma haste de ferro de cuja extremidade superior partem sete pontas dirigidas para o alto. A do centro é encimada pela imagem de um pássaro.
Oçânhim é o companheiro constante de Ifá. É representado por uma sineta de ferro forjado, terminada por uma haste pontuda enfiada em uma grande semente. A haste é fincada no chão, ao lado do ossum (o assém dos fons) do babalaô. Por sua presença, Oçânhim traz a influência das folhas para as operações da adivinhação.
A ele são associados o pilão e instrumento de sete pontas com uma no centro com um pássaro no alto.

## Brasil

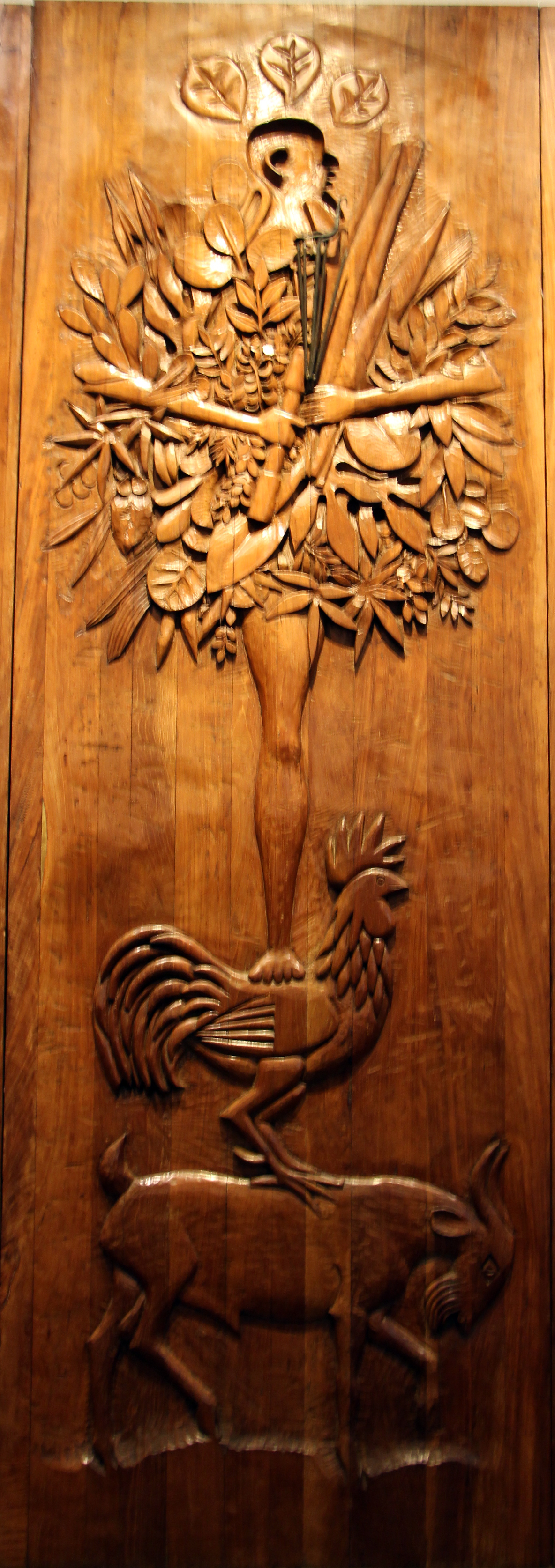
Escutura de Carybé em madeira, em exposição no Museu Afro-Brasileiro, em Salvador, na Bahia

No candomblé jeje, é chamado de Agué: é o Vodum da caça e das florestas e conhece os segredos das folhas. No candomblé bantu, é chamado de Catendê, Senhor das insabas (folhas). Babá Olossaim, Oxumarê , Obaluaiê e Ieuá são filhos de Nanã com Oxalá.
Comanda as folhas medicinais e litúrgicas, chamadas de folha sagrada, que são utilizadas numa mistura especial chamada de abô. Muitas vezes, é representado com uma única perna. Cada orixá tem a sua folha, mas só Ossaim detém seus segredos. E sem as folhas e seus segredos não há axé, portanto sem ele nenhuma cerimônia é possível.
- Ferramenta: sua ferramenta tem uma haste central com um pássaro na ponta, do meio dessa haste saem sete pontas, chamada de Opere ou Avivi .
- Cores: Verde, branco, e todas as variações de verde dependendo da nação.
- Fio-de-contas verde, branco, verde rajado de branco ou branco rajado de verde.
- Animais: Bode e galo, entre outros.
- Saudação: Ewê Assáo Eruéje

### Itã de Oçânhim
Oçânhim recebera de Olodumarê o segredo das folhas. Oçânhim sabia que algumas delas traziam a calma ou o vigor. Outras, a sorte, a glória, as honras ou ainda, a miséria, as doenças e os acidentes. Os outros orixás não tinham poder sobre nenhuma planta. Eles dependiam de Oçânhim para manter sua saúde ou para o sucesso de suas iniciativas.
Xangô, cujo temperamento é impaciente, guerreiro e impetuoso, irritado por esta desvantagem, usou de um ardil para tentar usurpar Oçânhim a propriedade das folhas. Falou dos planos à sua esposa Iansã, explicou-lhe que, em certos dias, Oçânhim pendurava, num galho de Irocô, uma cabaça contendo suas folhas mais poderosas. Desencadeie uma tempestade bem forte num desses dias, disse-lhe Xangô. Iansã aceitou a missão com muito gosto. 
O vento soprou a grandes rajadas, levando o telhado das casas, arrancando árvores, quebrando tudo por onde passava e, o fim desejado, soltando a cabaça do galho onde estava pendurada. A cabaça rolou para longe e todas as folhas voaram. 

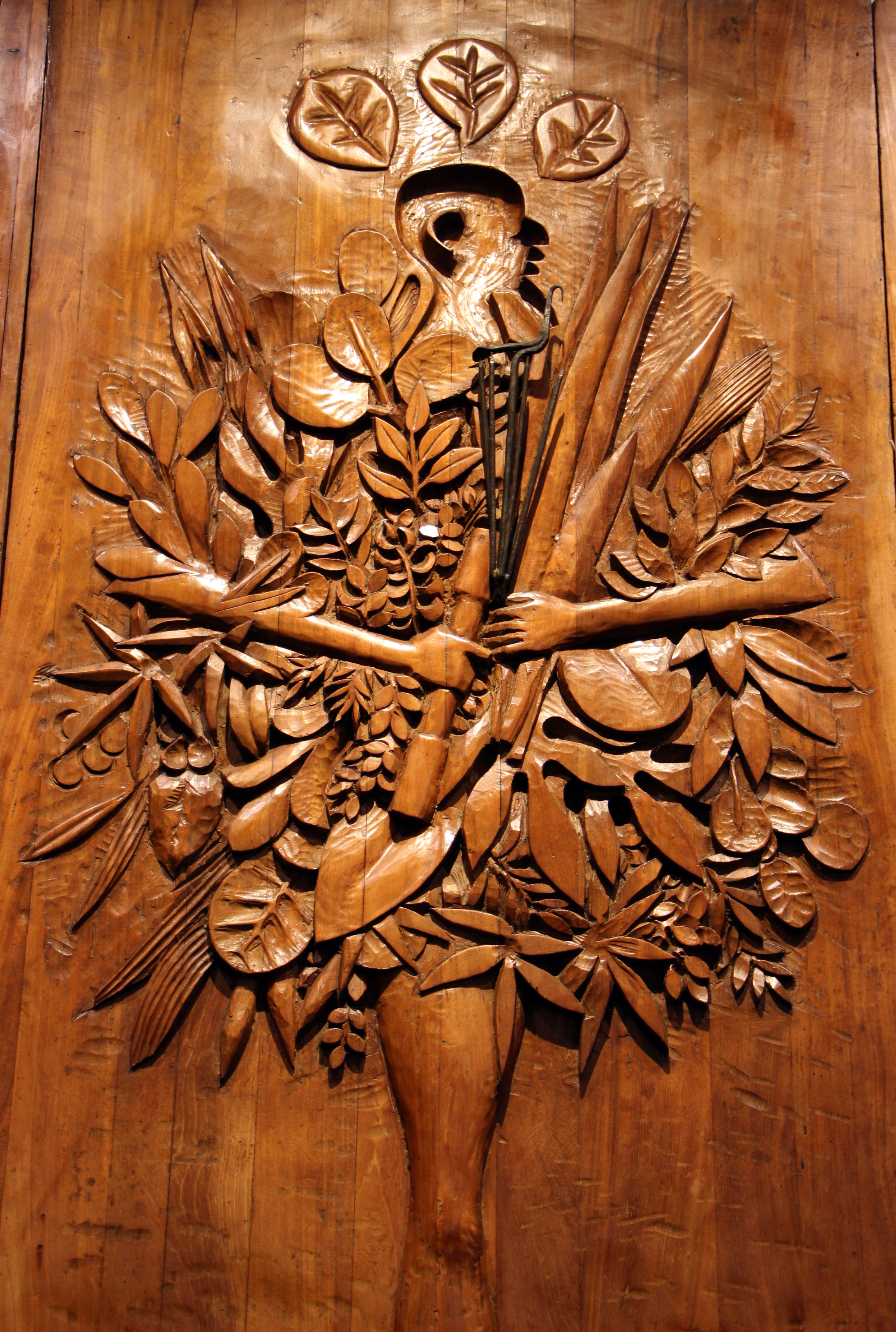

Os orixás se apoderaram de todas. Cada um tornou-se dono de algumas delas, mas Oçânhim permaneceu "senhor/senhora do segredo" de suas virtudes e das palavras que devem ser pronunciadas para provocar sua ação. E assim, continuou a reinar sobre as plantas como senhor absoluto, graças ao poder (axé) que possui sobre elas.

## Na cultura popular
Ossanhe é representado na música "Canto de Ossanha", escrita por Vinicius de Moraes por Baden Powell em 1966 e gravada por diversos artistas, sendo o afrosamba mais conhecido e regravado do planeta.